# Панамериканское шоссе

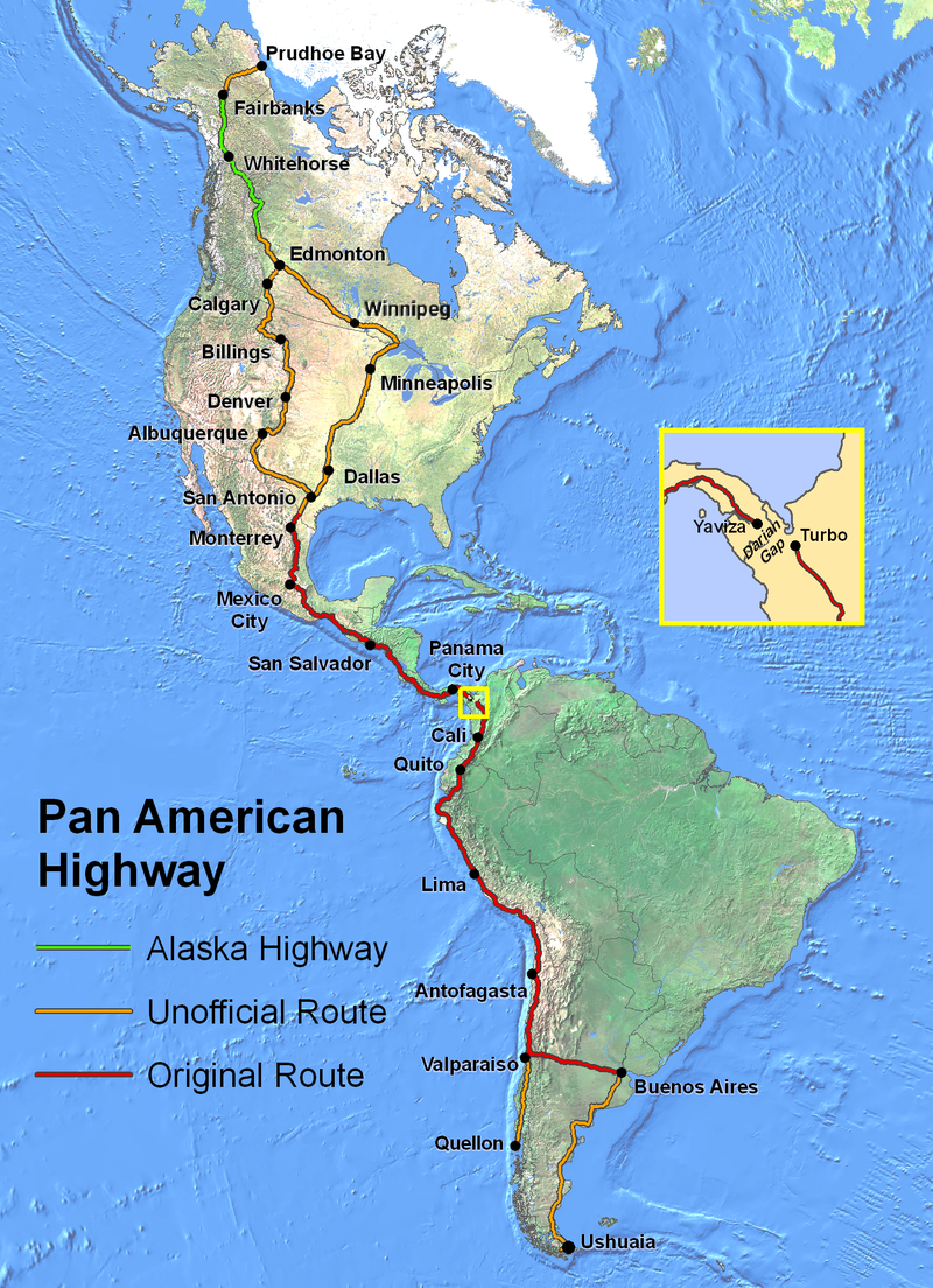
Панамериканское шоссе от посёлка Прадхо-Бэй, США до города Ушуая, Аргентина.

Панамерика́нское шоссе́ (англ. Pan-American Highway, фр. Autoroute Panaméricaine, исп. Carretera Panamericana, Autopista Panamericana или Vía Panamericana, порт. Rodovia, Auto-estrada Pan-americana) — сеть дорог в Америке, суммарная протяжённость которых составляет 30 000 километров (19 000 миль). Если не учитывать 87-километровый Дарьенский пробел, располагающийся в джунглях, на границе Панамы и Колумбии, то Панамериканское шоссе объединяет национальные сети дорог континентальных государств Америки в единую систему.
Согласно Книге рекордов Гиннесса Панамериканское шоссе — самая длинная автомобильная трасса в мире, однако на стандартных транспортных средствах проехать через Дарьенский пробел между Центральной и Южной Америкой до сих пор невозможно по ряду причин.

## Разработка и постройка
Концепция создания дороги от одного края Америки до другого была изначально предложена на Первой Панамериканской конференции в 1889 году (правда, в варианте железной дороги), однако никаких действий не последовало. Идея Панамериканского шоссе возникла на Пятой международной конференции Американских штатов в 1923 году. Первая конференция Панамериканского шоссе была проведена 5 октября 1925 года в Буэнос-Айресе. Среди стран Латинской Америки первой свою часть дороги завершила Мексика в 1950 году, после чего в течение 5 лет на построенном участке проводила гонку Каррера Панамерикана.

## Описание
Панамериканское шоссе начинается в посёлке нефтяников Прадхо-Бей (месторождение Прадхо-Бэй, Аляска, Северная Америка) и заканчивается в южных районах Южной Америки. Шоссе проходит через множество различныx климатических и экологических регионов — от густых джунглей до холодных горных перевалов. Некоторые участки шоссе проходимы только в сухой сезон.

### Северная часть шоссе
На территории США и Канады положение шоссе официально не определено, хотя несколько межштатных автомагистралей называются «Пан-Американскими». Среди известных отрезков северной части Панамериканского шоссе — шоссе «Аляска» и Интерамериканское шоссе (участок между США и Панамским каналом). Оба этих отрезка были построены в годы Второй мировой войны для снабжения важных регионов, не опасаясь атак со стороны немецких подводных лодок. 

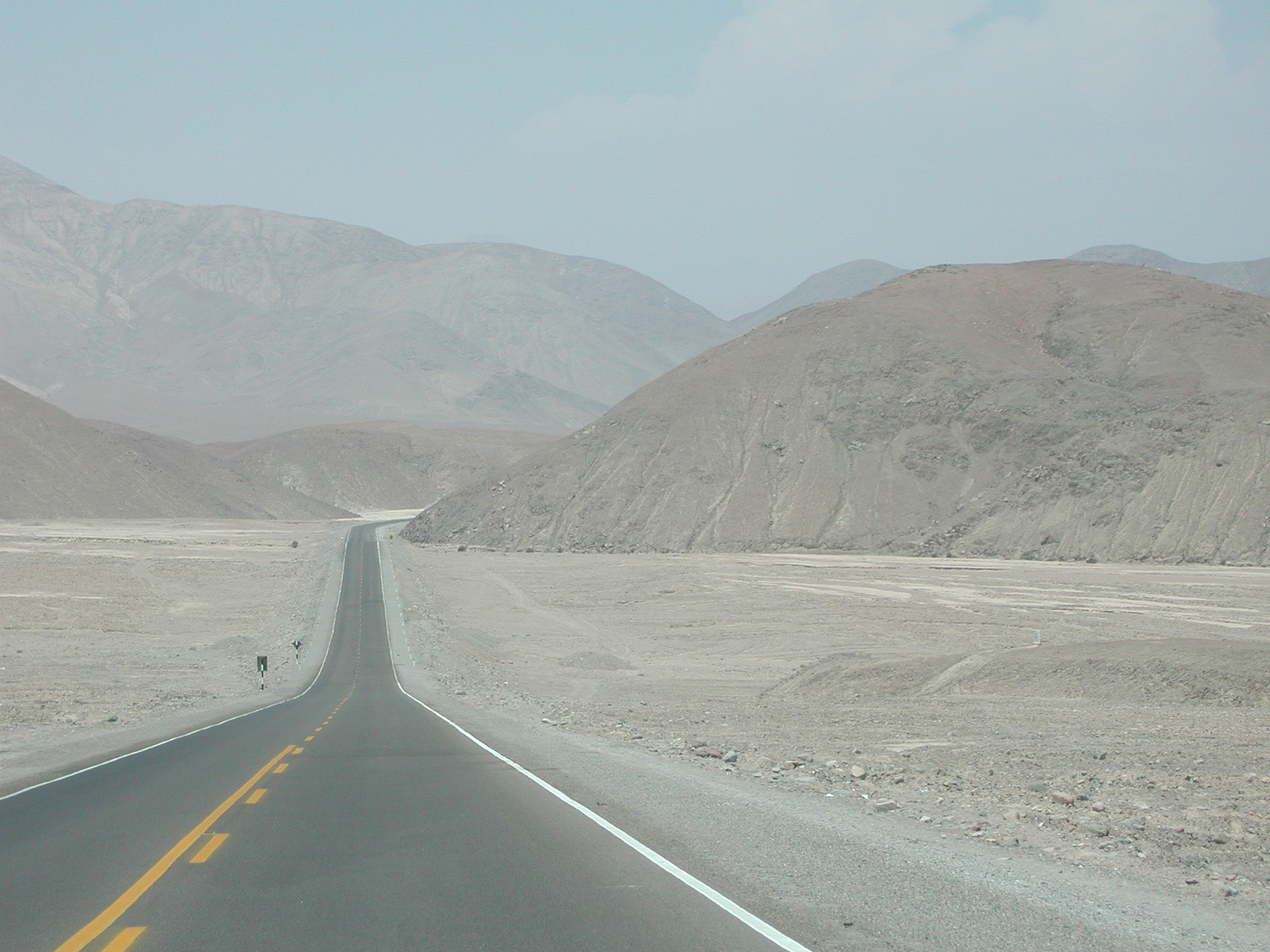
Панамериканское шоссе, Атакама.

У города Нуэво-Ларедо, расположенного на границе Мексики и США, начинается официальная часть дороги. Шоссе тянется на юг, проходя через ряд крупных городов Мексики (Монтеррей, Мехико, Оахака и другие), а также через столицы почти всех государств Центральной Америки, за исключением Тегусигальпы (Гондурас), к которой имеется ответвление, а также Белиза.

### Дарьенский пробел
Данный отрезок представляет собой 87-километровый участок сельвы между Панамским каналом в Панаме и северо-западной частью Колумбии. Протесты местного населения, опасающегося за самобытность своей культуры, экологов и правительств являются причиной незавершённости шоссе на данном участке. Экологи опасаются за сохранность национальных парков (парк Дарьен входит во Всемирное наследие ЮНЕСКО), а официальные лица не хотят допустить увеличения наркотрафика из Колумбии.
Одна из предложенных альтернатив шоссе на данном участке — короткая паромная линия из города Турбо в заливе Ураба в новый панамский порт на атлантическом побережье. В настоящее время автомобили доставляются по Тихому океану на морских судах из города Панама в порт Буэнавентура в Колумбии.

### Южная часть шоссе
В Южной Америке Панамериканское шоссе проходит по территории Колумбии через горные долины Анд и долину реки Каука. Из Боготы отходит ответвление на Каракас. По горному плато Эквадора шоссе проходит через города Кито и Куэнка, а затем по тихоокеанскому побережью шоссе доходит до города Лима (Перу). Далее шоссе разветвляется: одна ветвь идёт через Арекипу (Перу) и Ла-Пас (Боливия) в Буэнос-Айрес (Аргентина), вторая — через город Сантьяго (Чили) и перевал Бермехо идёт к городам Мендоса, Мерседес и далее к Буэнос-Айресу.
Иногда в систему включают несколько ответвлений, таких как до чилийских городов Пуэрто-Монт и Кельон, а также до аргентинского города Ушуая.
В южной части шоссе проходит рядом со знаменитой пустыней Наска и Пальпа.

## Галерея

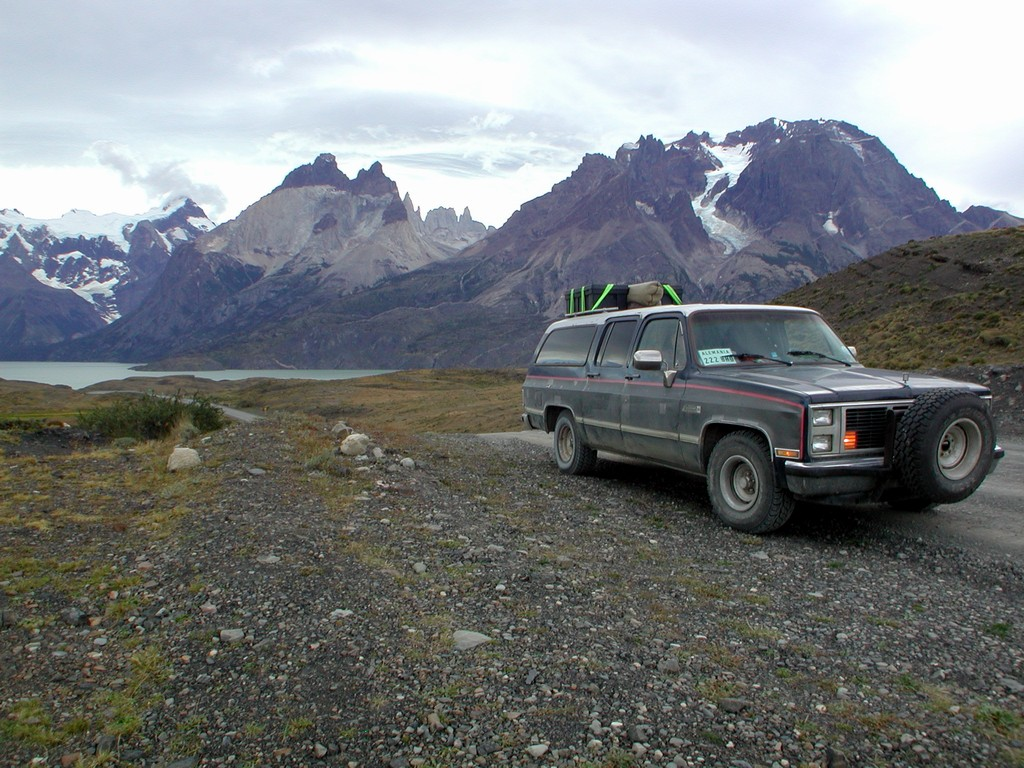
Панамериканское шоссе: Прадхо-Бей — Ушуая — GMC Sierra 1986, впереди — Торрес-дель-Пайне.
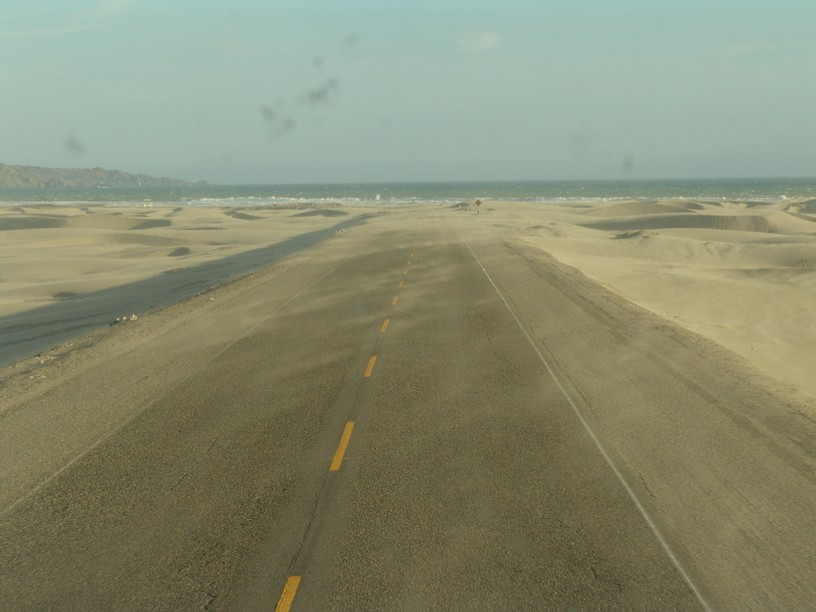
Панамериканское шоссе между Лимой и Писко.
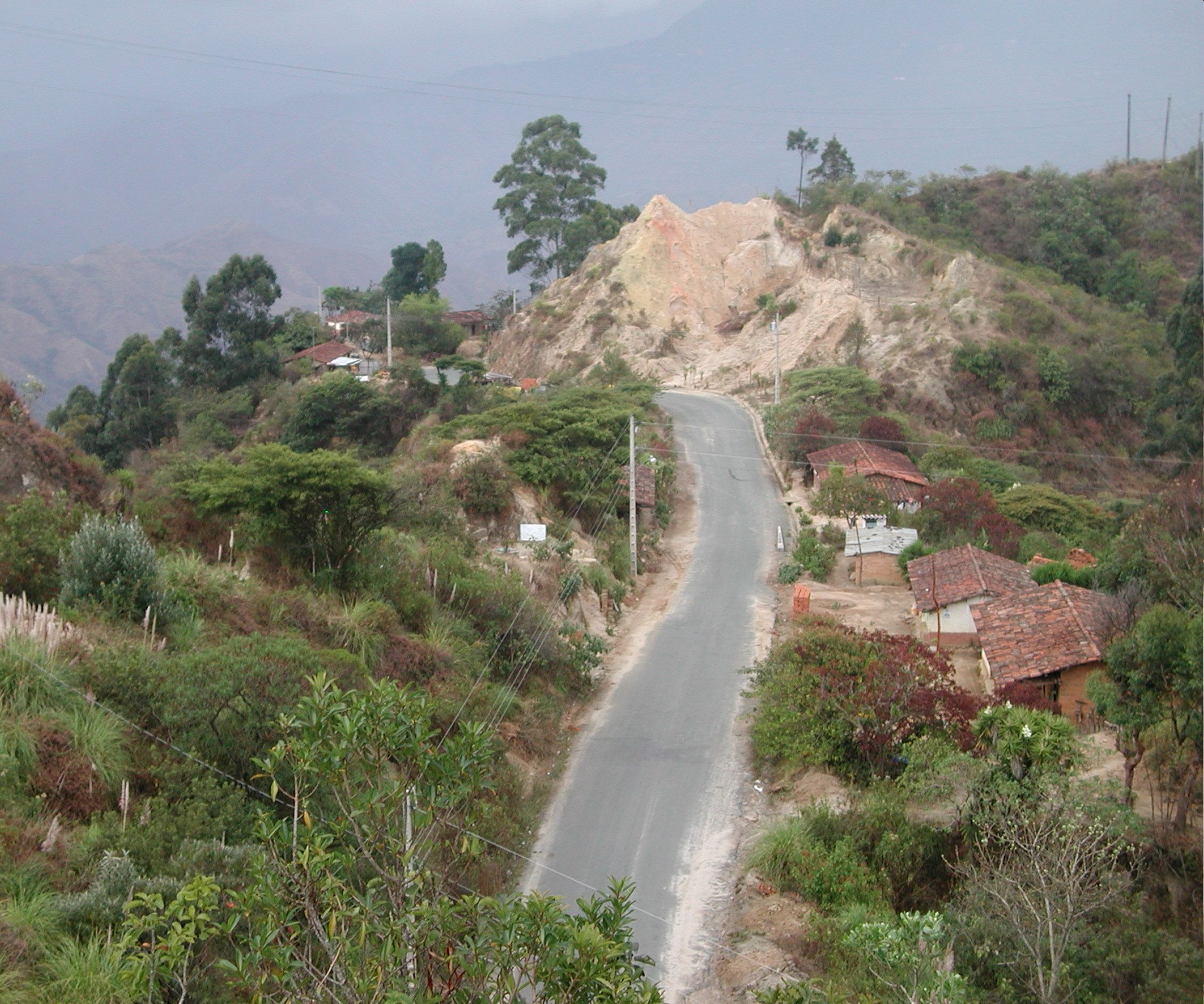
Эквадор, Анды

## Страны

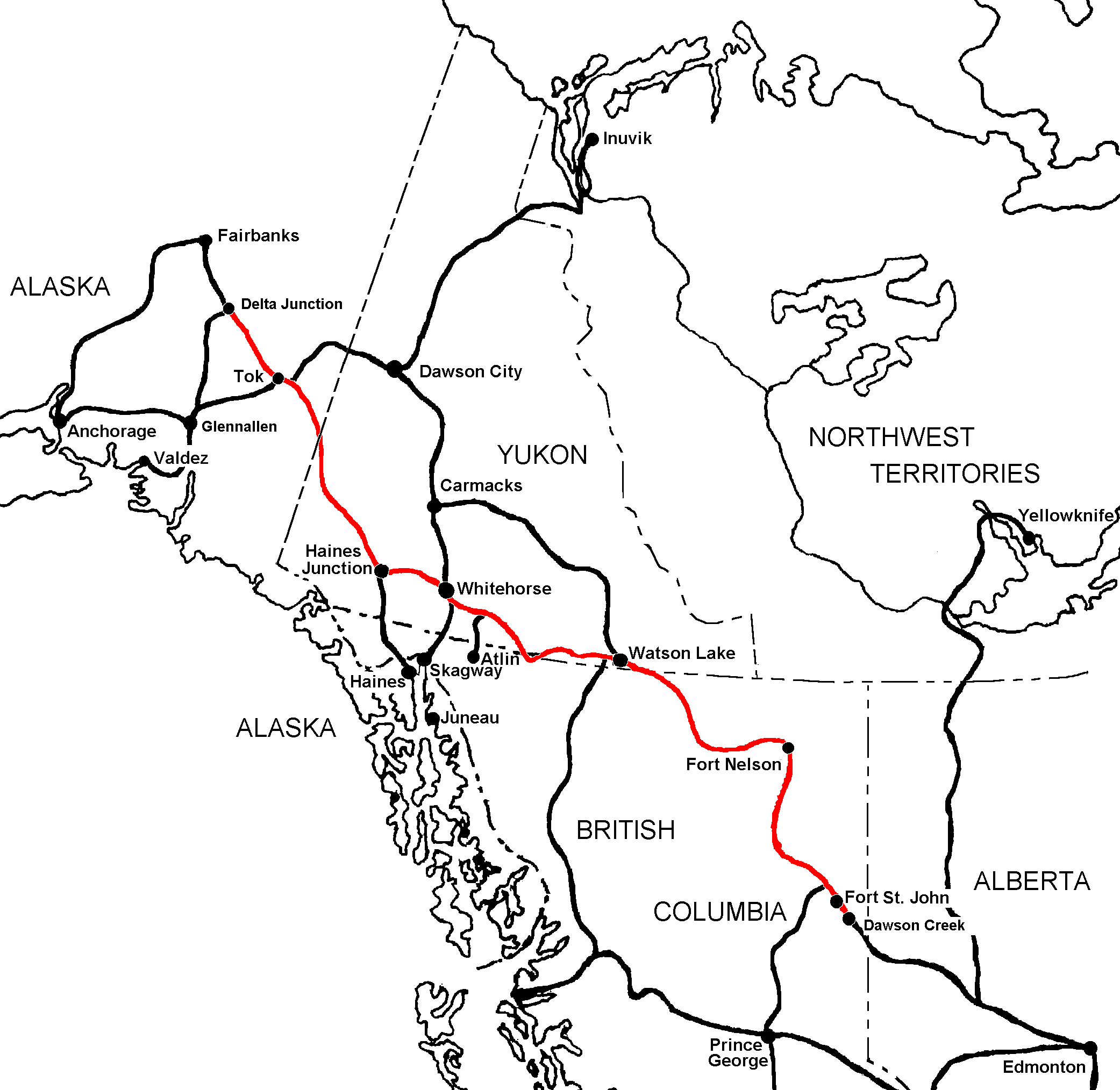
Карта шоссе «Аляска» (красная), которое входит в систему Панамериканского шоссе.

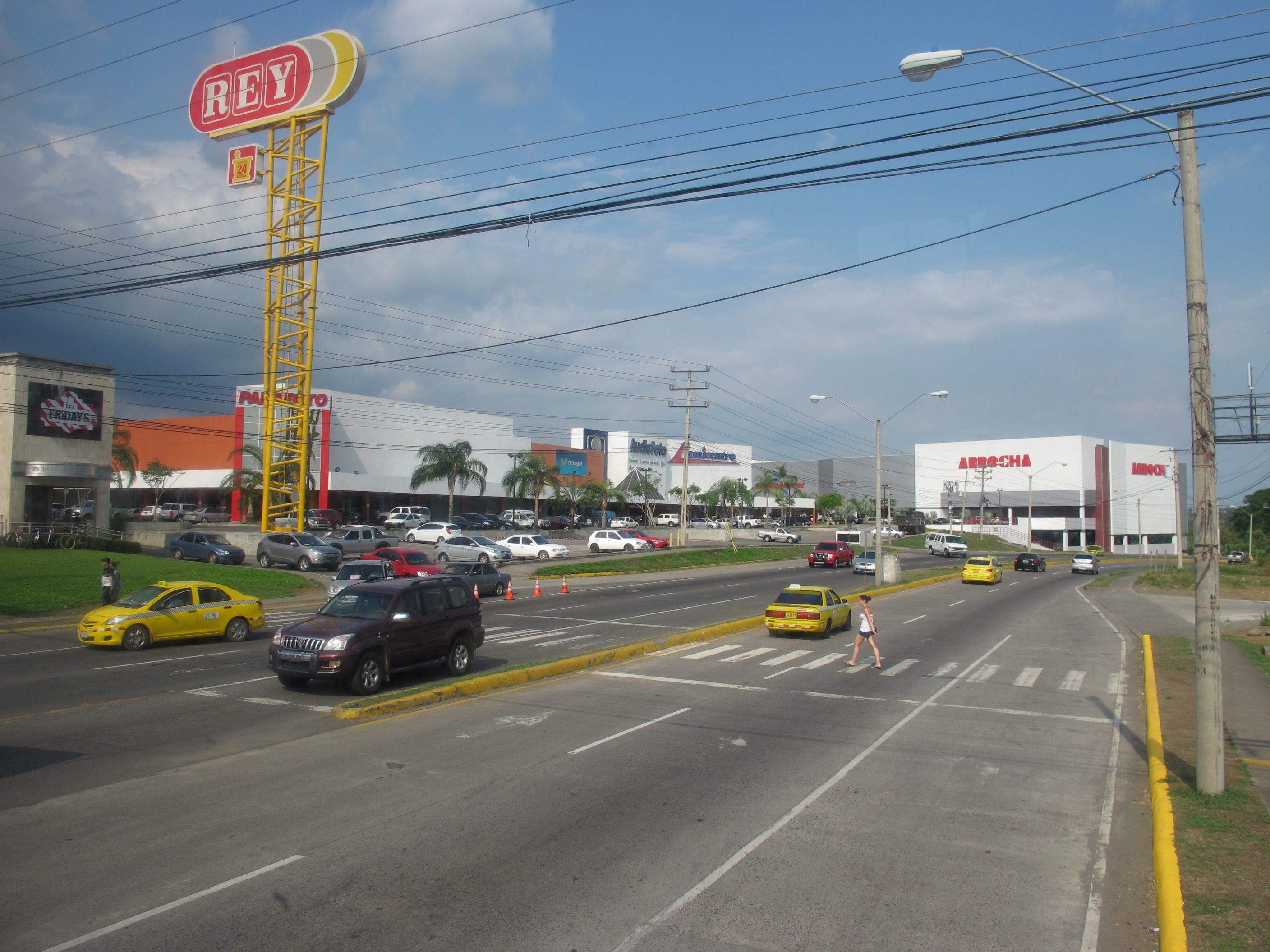
Панамериканское шоссе в Давиде, Панама.

Панамериканское шоссе проходит по территории 14 американских стран:
- Канада (неофициально)
- США (неофициально)
- Мексика
- Гватемала
- Сальвадор
- Гондурас
- Никарагуа
- Коста-Рика
- Панама
- Колумбия
- Эквадор
- Перу
- Чили
- Аргентина

Важные ответвления также располагаются в:
- Венесуэла
- Бразилия
- Боливия
- Парагвай
- Уругвай

За пределами шоссе находятся:
- Белиз
- Гайана
- Суринам
- Гвиана